# 池田市立石橋小学校
池田市立石橋小学校（いけだしりつ いしばししょうがっこう）は、大阪府池田市にある公立小学校。
1953年に池田市立北豊島小学校から分離開校した。石橋小学校の校章は、分離母体校の北豊島小学校の校章と、池田市の市章を組み合わせたデザインとなっている。
学校内に相撲の土俵が設置されている。

## 沿革
- 1953年 - 池田市立北豊島小学校より分離開校。
- 1972年 - 校区の一部を、新設の池田市立石橋南小学校に分離。該当地域在住の2～4年生が石橋南小学校に移籍。
- 1981年 - 教職員と児童、PTA・卒業生有志の製作で、校内に土俵を設置。

## 通学区域
- 池田市 石橋2丁目・井口堂1~3丁目・旭丘1~3丁目・天神1丁目、鉢塚3丁目[1]。

協議により、豊中市石橋麻田町（豊中市立刀根山小学校の通学区域）からの区域外通学も可能となっている。
- - 卒業生は池田市立石橋中学校へ進学する。

## 出身者
- 中西悠子 - 競泳選手（バタフライ）
- 田中裕子 - 女優
- 奥村チヨ - 歌手

## 交通
- 阪急宝塚線・阪急箕面線 石橋阪大前駅 北へ約800m。